# 秋梨惟喬
秋梨 惟喬（あきなし これたか、1962年8月17日 -）は、日本の小説家・推理作家。岐阜県生まれ。広島大学文学部史学科東洋史学専攻卒業。

## 経歴
2006年、水滸伝を題材にした推理短編「殺三狼」（）で東京創元社主催の第3回ミステリーズ!新人賞を受賞しデビュー。同時受賞には滝田務雄がいる。
受賞作を含む単行本『もろこし銀侠伝』を上梓したのちは、「小説すばる」にやはり水滸伝に題材を採った本格推理短編を掲載している。水滸伝は中学以来のファンだという。
ミステリーズ!新人賞受賞以前に、那伽井聖（）名義で『本格推理2 奇想の冒険者たち』（光文社文庫）と『推理短編六佳撰』（創元推理文庫）に短編が収録されている。

## 作品

### もろこしシリーズ
- もろこし銀侠伝（2007年8月 東京創元社ミステリ・フロンティア / 2010年9月 創元推理文庫）
  - 収録作品：殺三狼（しゃさんろう）/ 北斗南斗（ほくとなんと）/ 雷公撃（らいこうげき）/ 悪銭滅身（あくせんめっしん）
- もろこし紅游録（2010年12月 創元推理文庫）
  - 収録作品：子不語（しふご）/ 殷帝之宝剣（いんていのほうけん）/ 鉄鞭一閃（てつべんいっせん）/ 風刃水撃（ふうじんすいげき）
- もろこし桃花幻（2012年3月 創元推理文庫）※長編

### 桃霞少年探偵団シリーズ
- 憧れの少年探偵団（2011年11月 創元推理文庫）
  - 収録作品：クリスマスダンス / 桃霞少年探偵団対清流戦隊 / ルナティックを捕まえろ / 不愉快な誘拐 / 異次元ケーブルカーの秘密
- 天空の少年探偵団（2012年8月 創元推理文庫）※長編

### その他の作品
- 黄石斎真報（2013年11月 講談社）
  - 収録作品：位牌発電／見鬼浄眼／死体探究／妖怪爆破／刑天乱舞
- 矢澤潤一の微妙な陰謀（2014年8月 東京創元社）
  - 収録作品：サイキック・キラー作戦 / モンキー・マジック作戦 / ゴールド・ラッシュ作戦 / コズミック・ラヴ作戦 / ドラゴン・バスター作戦 / ミスター・アンタッチャブル作戦

### アンソロジー
「」内が秋梨惟喬の作品
- ザ・ベストミステリーズ 2011 推理小説年鑑（2011年7月 講談社）「殷帝之宝剣」
  - 【分冊・改題】Shadow 闇に潜む真実 ミステリー傑作選（2014年11月 講談社文庫）
- ヤオと七つの時空の謎（2019年10月 南雲堂）「鞍馬異聞」

### 雑誌掲載作品
- 巫蠱記 ―水滸地煞伝（ふこき ―すいこちさつでん） - 『小説すばる』2008年1月号
- 斬首録 ―水滸天罡伝（すいこてんこうでん） - 『小説すばる』2009年2月号

### 那伽井聖名義
- 落研の殺人 - 『本格推理2 奇想の冒険者たち』（鮎川哲也編、光文社文庫、1993年10月） - 公募アンソロジー／『落語推理迷宮亭』（山前譲編、光文社文庫、2017年1月）

- 憧れの少年探偵団 - 『推理短編六佳撰』（北村薫・宮部みゆき選、創元推理文庫、1995年11月） - 第2回創元推理短編賞応募作からの選集。加筆の後「クリスマスダンス」と改題し『憧れの少年探偵団』に収録。